# 하시모토 타쿠미
하시모토 타쿠미(橋本巧, 1976년 11월 22일 ~ )는 일본의 배우이다.
1987년에 드라마로 데뷔하였고, 1992년에는 공룡전대 주레인저에 출연하였다. 5년 뒤에 전자전대 메가레인저에서 이와모토 지로로 재등장한다. 현재는 직장인으로 지내고 있다. 공룡전대 주레인저에 같이 출연했던 치바 레이코와 북미 파워레인저 행사장에 참석하여 미국판 배우들을 직접 만나기도 했었다.